# VIPKid

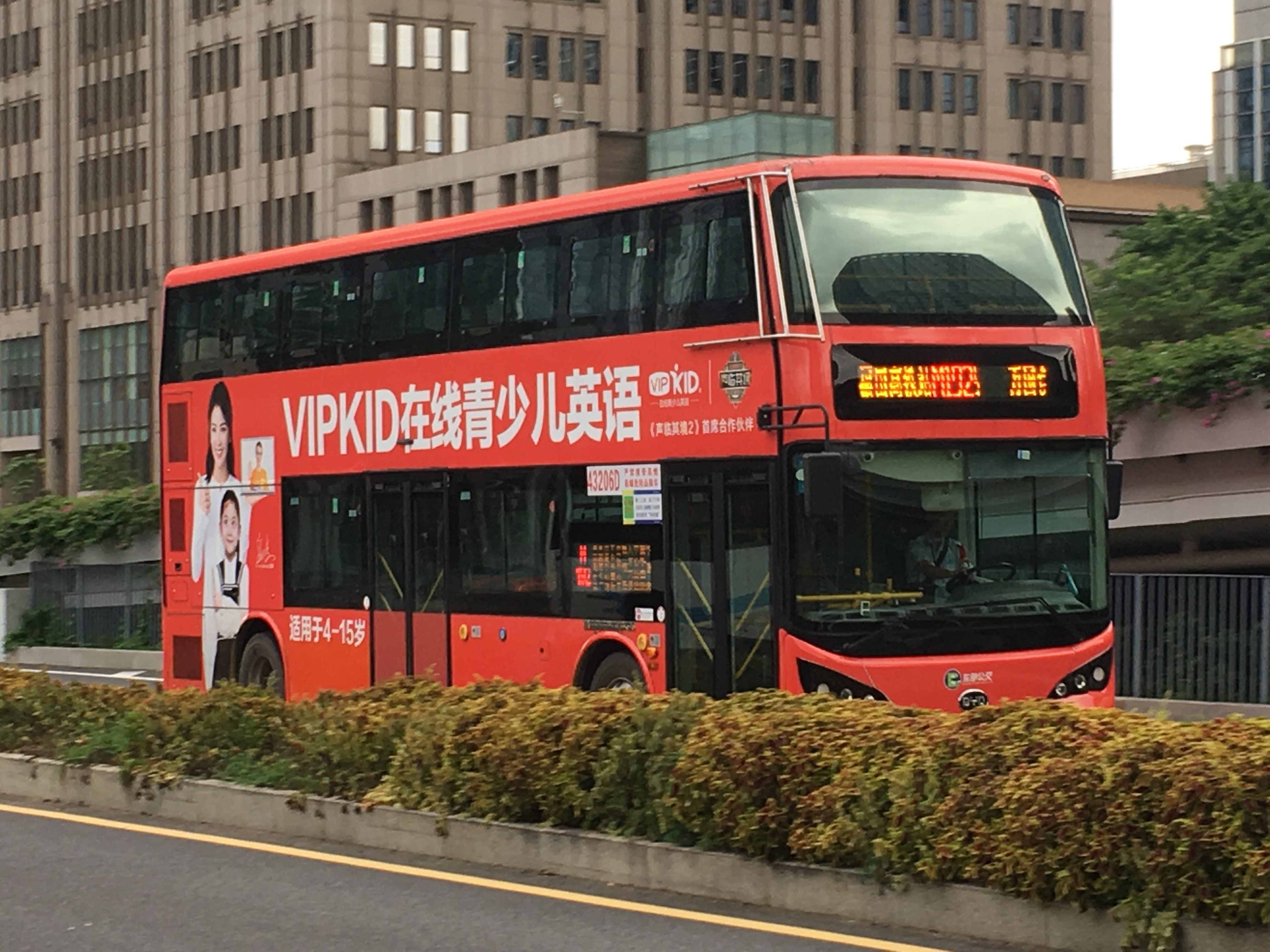
VIPKid于深圳公交投放的巴士广告

VIPKid也称为VIPKID ，是一家在线教学和教育公司。总部位于新加坡。

## 历史
VIPKid成立于2013年，由米雯娟于2014年正式推出，該在線教育自稱來自美国和加拿大的教师可以給付费学生上英語課。   学生和教师通过該網站的视频对话平台进行交流。
2017年，VIPKid推出了一项服务Lingo Bus，5至12岁的学生可以通過該服務學習普通話 
2021年，受到《關於進一步減輕義務教育階段學生作業負擔和校外培訓負擔的意見》文件影響，该公司停止在中国向學生提供外教授課服务。 

## 教师审查
2019年3月，VIPKid解雇了两名美国教师，因为他们与中国学生討論了六四事件和台灣問題。教师还报告说在教学过程中目睹了虐待儿童的行為，但他们几乎没有办法报告此类问题。

## 2019冠状病毒病疫情
2020年2月，VIPKid向因2019冠状病毒病疫情而受影响的学生捐赠了150万堂英语和数学课程。湖北省武汉市学生、医务人员子女优先免费上课。